# سوارد (ایلینوی)
سوارد (به انگلیسی: Seward) یک منطقهٔ مسکونی در ایالات متحده آمریکا است که در ایلینوی واقع شده‌است. سوارد ۲۰۰ نفر جمعیت دارد و ۲۷۳٫۱ متر بالاتر از سطح دریا واقع شده‌است.